# Патрик Ліпський
Патрик Ліпський (пол. Patryk Lipski, нар. 12 червня 1994, Щецин, Польща) — польський футболіст, центральний півзахисник клубу «П'яст».

## Клубна кар'єра
Патрик Ліпський народився у місті Щецин⁣, але своє становлення як футболіста він проходив у клубі «Рух» із Хожува. Де він починав грати у молодіжній команді у 2012 році. У листопаді 2014 року Ліпський дебютував у чемпіонаті Польщі у першій команді «Руха». У березні 2016 року зацікавленість у послугах польського футболіста виявляв казанський «Рубін»⁣, але контракт так і не був підписаний. У 2017 році на правах вільного агента Ліпський перейшов до складу «Лехії» з Гданська. Саме з «біло-зеленими» Ліпський тріумфував у розіграші національного кубка та Суперкубка Польщі у 2019 році.
Перед початком сезону 2020/2021 Ліпський підписав контракт з клубом «П'яст».

## Збірна
У 2017 році Патрик Ліпський у складі молодіжної збірної Польщі брав участь у домашньому Євро для футболістів віком до 21 року. На турнірі Ліпський провів три матчі і відзначився забитим голом.

## Досягнення

### Лехія
- Переможець Кубка Польщі: 2018/2019

- Переможець Суперкубка Польщі: 2019